# Conector eléctrico

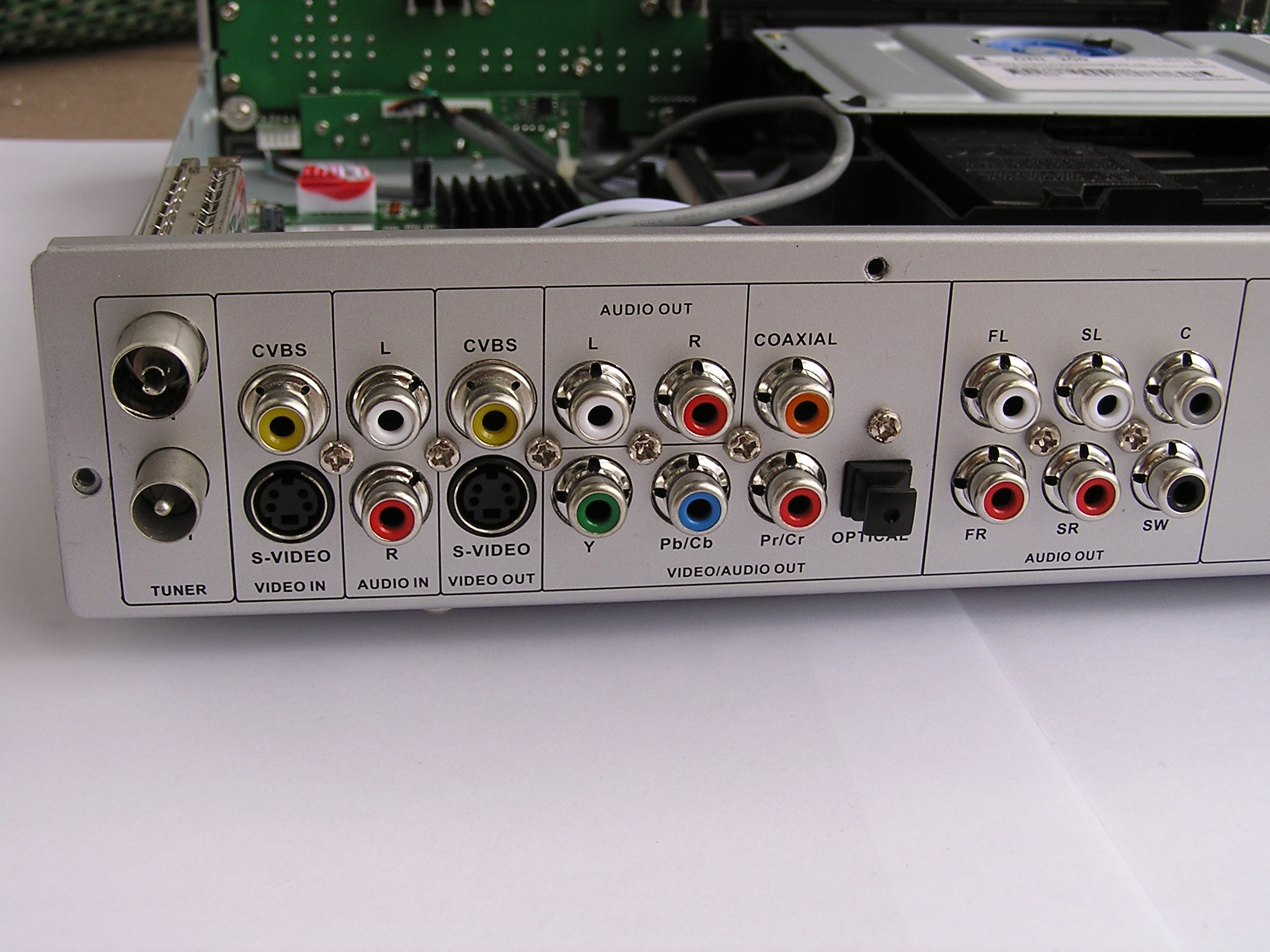
Panel posterior del «Manta DVD-012 Emperor Recorder», mostrando diversos conectores eléctricos.

Un conector eléctrico es un dispositivo para unir circuitos eléctricos. La conexión puede ser temporal, como para equipos portátiles, puede exigir una herramienta para montaje y desmontaje o puede ser una unión permanente entre dos cables o aparatos. Hay cientos de tipos de conectores eléctricos.
Están compuestos generalmente de un enchufe y una base.

## Características generales
Los conectores eléctricos se caracterizan por: pastillaje y construcción física, tamaño, resistencia de contacto, aislamiento entre los pines, robustez y resistencia a la vibración, resistencia a la entrada de agua u  otros contaminantes, resistencia a la presión, fiabilidad, tiempo de vida  (número de conexiones/desconexiones antes de que falle), y facilidad de conexión y desconexión.
Pueden estar hechos para impedir que se conecten de manera incorrecta, conectando los pines equivocados donde van otros, y tener mecanismos de  bloqueo para asegurar que están completamente conectados y no puedan soltarse o salirse.
Algunos conectores están diseñados de tal manera que ciertos pines hagan contacto antes que otros hayan sido insertados, evitando así su rotura durante la desconexión; de esta manera se protegen los circuitos que suelen tener conectores de alimentación, por ejemplo, conectando la tierra común primero, y secuenciando las conexiones correctamente en aplicaciones de intercambio en caliente.
Por lo general, es conveniente un conector que sea fácil de identificar visualmente y de ensamblar, que sólo requiera de herramientas sencillas, y sea económico. En algunos casos el fabricante de equipos puede optar por un conector específico debido a que no es compatible con otros conectores, lo que permite el control de lo que puede ser conectado. Ningún conector tiene todas las propiedades ideales; la proliferación de la variada gama de conectores es un reflejo de los diferentes requisitos.

## Construcción física
Los conectores se caracterizan por su distribución de patillas, método de conexión, materiales, tamaño, resistencia de contacto, aislamiento, durabilidad mecánica, protección contra el estrés, tiempo de vida (número de ciclos) y facilidad de uso.
Normalmente es deseable que un conector sea fácil de identificar visualmente, rápido de montar, barato y que sólo requiera herramientas sencillas. En algunos casos, un fabricante de equipos puede elegir un conector específicamente porque no es compatible con los de otras fuentes, lo que permite controlar lo que se puede conectar. Ningún conector tiene todas las propiedades ideales para cada aplicación; la proliferación de tipos es el resultado de los requisitos diversos pero específicos de los fabricantes.: 6 

### Materiales
Los conectores eléctricos se componen esencialmente de dos clases de materiales: conductores y aislantes. Las propiedades importantes de los materiales conductores son la resistencia al contacto, la conductividad, la resistencia mecánica, la conformabilidad y la resiliencia. Los aislantes deben tener una resistencia eléctrica elevada, soportar altas temperaturas y ser fáciles de fabricar para un ajuste preciso.
Los electrodos de los conectores suelen ser de aleaciones de cobre, debido a su buena conductividad y maleabilidad.: 15  Otras alternativas son latón, bronce fosforoso y cobre de berilio. El metal del electrodo base suele estar recubierto con otro metal inerte, como oro, níquel o estaño. El uso de un material de recubrimiento con buena conductividad, robustez mecánica y resistencia a la corrosión ayuda a reducir la influencia de las capas de óxido pasivante y los adsorbatos superficiales, que limitan las zonas de contacto entre metales y contribuyen a la resistencia de contacto. Por ejemplo, las aleaciones de cobre tienen propiedades mecánicas favorables para los electrodos, pero son difíciles de soldar y propensas a la corrosión. Por lo tanto, las clavijas de cobre suelen recubrirse de oro para paliar estos inconvenientes, especialmente para señales analógicas y aplicaciones de alta fiabilidad.
Los soportes de contacto que mantienen unidas las partes de un conector suelen ser de plástico, debido a sus propiedades aislantes. Las carcasas o carcasas traseras pueden ser de plástico moldeado y metal.: 15  Los cuerpos de los conectores para uso a alta temperatura, como termopares o asociados a grandes lámparas incandescentes, pueden ser de material cerámico cocido.

### Modos de falla
La mayoría de las fallas de los conectores se deben a conexiones intermitentes o contactos abiertos:
| Modo de fallo    | Probabilidad relativa % |
| ---------------- | ----------------------- |
| Circuito abierto | 61                      |
| Mal contacto     | 23                      |
| Cortocircuito    | 16                      |

Los conectores son componentes puramente pasivos es decir, no mejoran la función de un circuito – por lo que los conectores deben afectar lo menos posible a la función de un circuito. El montaje incorrecto de los conectores (principalmente los montados en chasis) puede contribuir significativamente al riesgo de fallo, especialmente cuando se someten a golpes o vibraciones extremas. Otras causas de fallo son los conectores con una clasificación inadecuada para la corriente y el voltaje aplicados, los conectores con una protección de entrada inadecuada y las carcasas traseras roscadas que están desgastadas o dañadas.
Las altas temperaturas también pueden provocar fallos en los conectores, dando lugar a una "avalancha" de fallos. La temperatura ambiente aumenta, lo que provoca una disminución de la resistencia del aislamiento y un aumento de la resistencia del conductor; este aumento genera más calor, y el ciclo se repite.
El fretting (la llamada corrosión dinámica) es un modo de fallo común en los conectores eléctricos que no han sido diseñados específicamente para evitarlo, especialmente en aquellos que se acoplan y desacoplan con frecuencia. La corrosión superficial es un riesgo para muchas piezas metálicas de los conectores, y puede hacer que los contactos formen una fina capa superficial que aumente la resistencia, contribuyendo así a la acumulación de calor y a las conexiones intermitentes. Sin embargo, volver a colocar o volver a colocar un conector puede aliviar el problema de la corrosión superficial, ya que cada ciclo raspa una capa microscópica de la superficie del contacto o contactos, dejando al descubierto una superficie fresca y sin oxidar.

### Conectores circulares
Muchos conectores utilizados en aplicaciones industriales y de alta fiabilidad son de sección transversal circular, con una carcasa cilíndrica y geometrías de interfaz de contacto circulares. Esto contrasta con el diseño rectangular de algunos conectores, por ejemplo USB o conectores blade. Se suelen utilizar para facilitar el acoplamiento y desacoplamiento, el sellado ambiental hermético y el rendimiento mecánico resistente. Se utilizan ampliamente en los sectores militar, aeroespacial, de maquinaria industrial y ferroviario, donde suelen especificarse MIL-DTL-5015 y MIL-DTL-38999. Campos como ingeniería de sonido y radiocomunicación también utilizan conectores circulares, como XLR y BNC. Los enchufes de corriente alterna también suelen ser circulares, por ejemplo, los enchufes Schuko y IEC 60309.

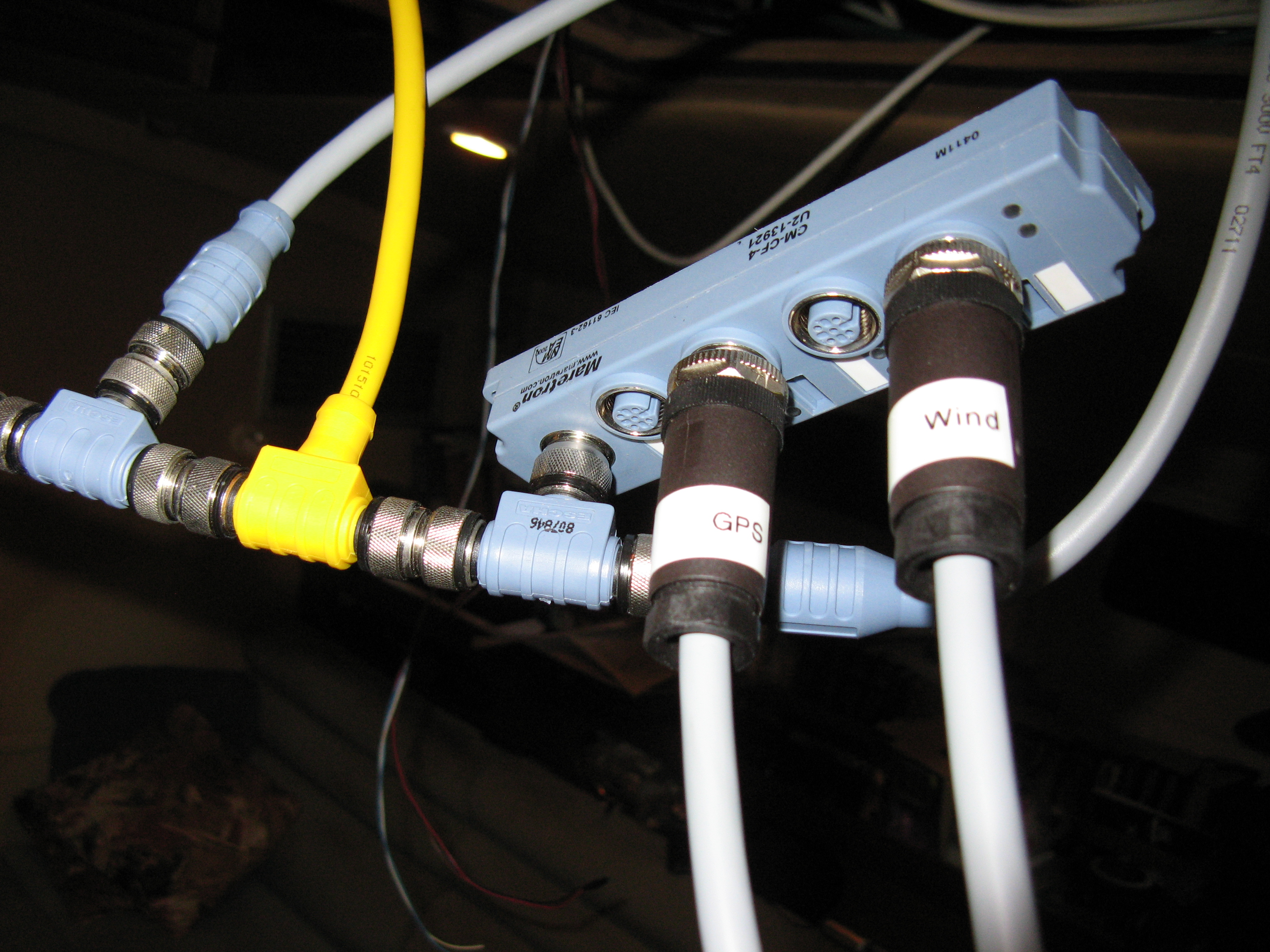
NMEA 2000 cableado con conectores M12

El conector M12, especificado en IEC 61076-2-101, es un par conector/receptor eléctrico circular con roscas de acoplamiento de 12 mm de diámetro exterior, utilizado en NMEA 2000, DeviceNet, IO-Link, algunos tipos de Ethernet Industrial, etc.
Una desventaja del diseño circular es su uso ineficiente del espacio del panel cuando se utiliza en matrices, en comparación con los conectores rectangulares.
Los conectores circulares utilizan comúnmente conchas traseras, que proporcionan protección física y electromagnética, mientras que a veces también proporcionan un método para bloquear el conector en un receptáculo.  En algunos casos, esta carcasa posterior proporciona un sellado hermético, o algún grado de protección contra el estrés, mediante el uso de arandela, junta tórica, o encapsulado.

### Conectores híbridos
Los conectores híbridos permiten mezclar varios tipos de conectores, normalmente mediante una carcasa con insertos. Estas carcasas también pueden permitir la mezcla de interfaces eléctricas y no eléctricas, siendo ejemplos de estas últimas los conectores neumáticos de línea y los conectores de fibra óptica. Dado que los conectores híbridos son de naturaleza modular, tienden a simplificar el montaje, la reparación y las modificaciones futuras. También permiten la creación de conjuntos de cables compuestos que pueden reducir el tiempo de instalación de los equipos al reducir el número de conjuntos de cables y conectores individuales.

## Características mecánicas

### Secuencia de patas
Algunos conectores están diseñados de tal forma que ciertas patas hacen contacto antes que otras cuando se insertan, y se rompen primero al desconectarse. Esto se utiliza a menudo en conectores de potencia para proteger el equipo, por ejemplo, conectando primero tierra de seguridad. También se emplea para señales digitales, como método para secuenciar correctamente las conexiones en intercambio en funcionamiento.

### Muescas o clavija de orientación
Muchos conectores están enchavetados con algún componente mecánico (a veces llamado chavetero), que impide el acoplamiento en una orientación incorrecta. Esto se puede utilizar para evitar daños mecánicos a los conectores, de ser atascado en el ángulo incorrecto o en el conector equivocado, o para evitar conexiones eléctricas incompatibles o peligrosas, como enchufar un cable de audio en una toma de corriente. El control de orientación también evita que los conectores simétricos se conecten en la orientación incorrecta o polaridad. La codificación es especialmente importante en situaciones en las que hay muchos conectores similares, como en la electrónica de señal.: 26  Por ejemplo, los conectores XLRs tienen una muesca para asegurar una orientación correcta, mientras que los conectores Mini-DIN tienen un saliente de plástico que encaja en un orificio correspondiente de la toma (también tienen una falda metálica con muescas para proporcionar una codificación secundaria).

### Mecanismos de bloqueo
Algunas carcasas de conectores están diseñadas con mecanismos de bloqueo para evitar desconexiones involuntarias o un mal sellado ambiental. Los diseños de mecanismos de bloqueo incluyen palancas de bloqueo de varios tipos, tornillos, carcasas atornilladas, push-pull connector, y sistemas de palanca o bayonet.  Algunos conectores, especialmente los que tienen un gran número de contactos, requieren grandes fuerzas para conectarse y desconectarse.  Las palancas y tornillos de bloqueo y las carcasas atornillables para este tipo de conectores suelen servir tanto para retener el conector cuando está conectado como para proporcionar la fuerza necesaria para la conexión y desconexión.  Dependiendo de los requisitos de la aplicación, las carcasas con mecanismos de bloqueo pueden someterse a pruebas bajo diversas simulaciones ambientales que incluyen choques físicos y vibraciones, salpicaduras de agua, polvo, etc. para garantizar la integridad de la conexión eléctrica y las juntas de la carcasa.

### Carcasas traseras
Las carcasas traseras son un accesorio común para conectores industriales y de alta fiabilidad, especialmente Conectores circulares. Las carcasas traseras suelen proteger el conector y/o el cable de las tensiones ambientales o mecánicas, o lo protegen de las interferencias electromagnéticas. Existen muchos tipos de backshells para diferentes propósitos, incluyendo varios tamaños, formas, materiales y niveles de protección. Las carcasas traseras suelen bloquearse en el cable con una abrazadera o una bota moldeada, y pueden estar roscadas para su fijación a un receptáculo de acoplamiento. Las carcasas traseras para uso militar y aeroespacial están reguladas por SAE AS85049 dentro de los Estados Unidos.

### Contactos hiperboloides
Para garantizar la estabilidad de la señal en entornos extremos, el diseño tradicional de clavija y zócalo puede resultar inadecuado. Los contactos hiperboloides están diseñados para soportar exigencias físicas más extremas, como vibraciones y golpes. También requieren alrededor de un 40% menos de fuerza de inserción –  tan baja como 0.3 Newton por contacto,{snd}}que prolonga la vida útil y, en algunos casos, ofrece una alternativa a los conectores de fuerza de inserción nula.
En un conector con contactos hiperboloides, cada contacto hembra tiene varios hilos longitudinales equidistantes retorcidos en forma hiperbólica. Estos hilos son muy resistentes a la tensión, pero siguen siendo algo elásticos, por lo que funcionan esencialmente como muelles lineales. Al insertar la clavija macho, los alambres axiales de la mitad del zócalo se desvían, enrollándose alrededor de la clavija para proporcionar una serie de puntos de contacto. Los hilos internos que forman la estructura hiperboloide suelen anclarse en cada extremo doblando la punta en una ranura o muesca de la carcasa.
Aunque los contactos hiperboloides pueden ser la única opción para realizar una conexión fiable en algunas circunstancias, tienen la desventaja de ocupar un mayor volumen en un conector, lo que puede causar problemas para los conectores de alta densidad. También son significativamente más caros que los contactos de clavija y enchufe tradicionales, lo que ha limitado su aceptación desde su invención en la década de 1920 por Wilhelm Harold Frederick. En la década de 1950, Francois Bonhomme popularizó los contactos hiperboloides con su conector "Hypertac", que más tarde fue adquirido por Smiths Group. Durante las décadas siguientes, los conectores ganaron popularidad de forma constante, y todavía se utilizan para aplicaciones médicas, industriales, militares, aeroespaciales y ferroviarias (especialmente trenes en Europa).

### Pines pogo

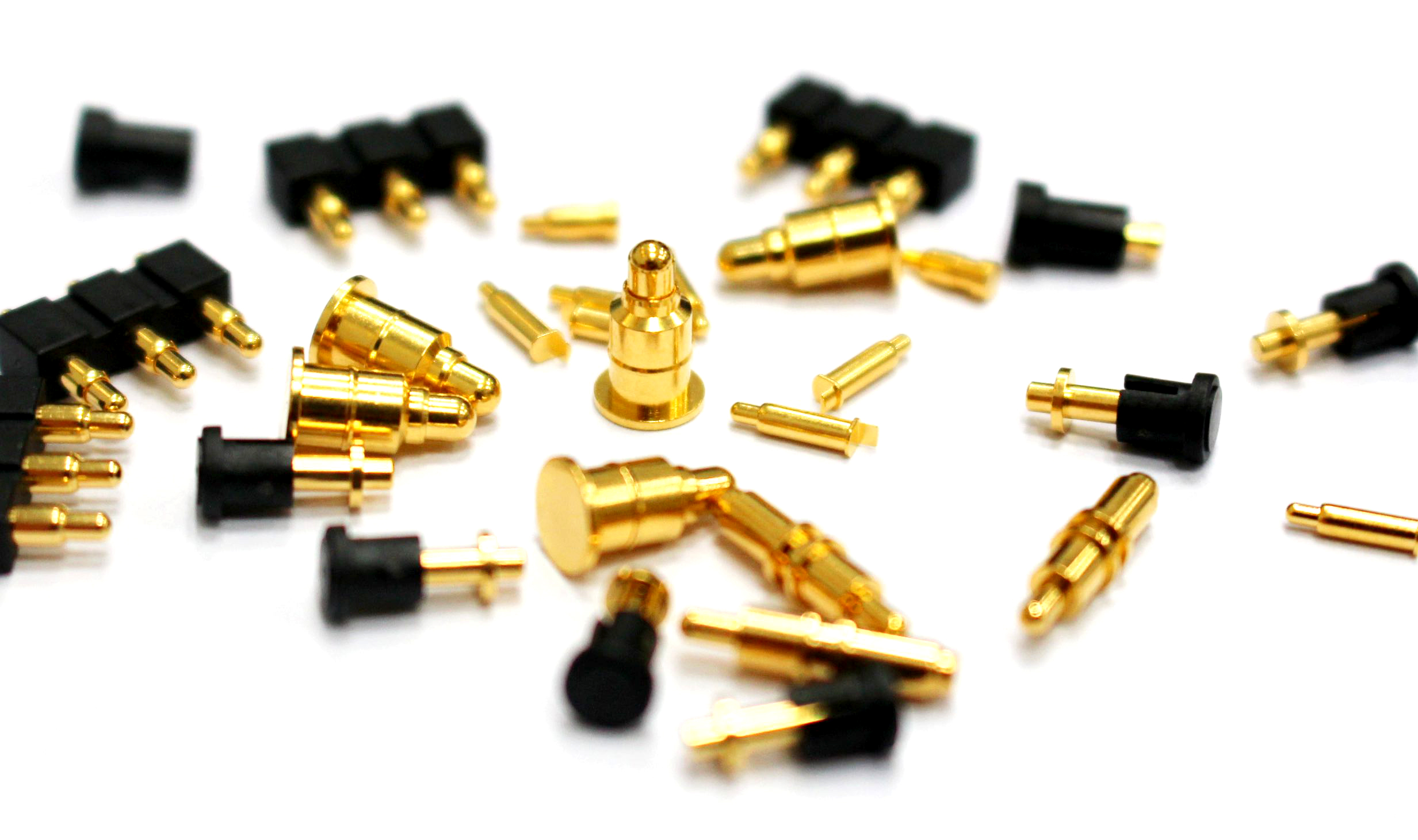
Conectores tipo pines pogo

Los conectores Pogo pin o con resorte se utilizan habitualmente en productos de consumo e industriales, donde la resistencia mecánica y la facilidad de uso son prioritarias. El conector consta de un barril, un muelle y un émbolo. Se encuentran en aplicaciones como el conector MagSafe donde se desea una desconexión rápida por seguridad. Debido a que se basan en la presión del resorte, no en la fricción, pueden ser más duraderos y menos dañinos que el diseño tradicional de pasador y enchufe, lo que lleva a su uso en prueba de circuitos.

### Conectores de muelle corona

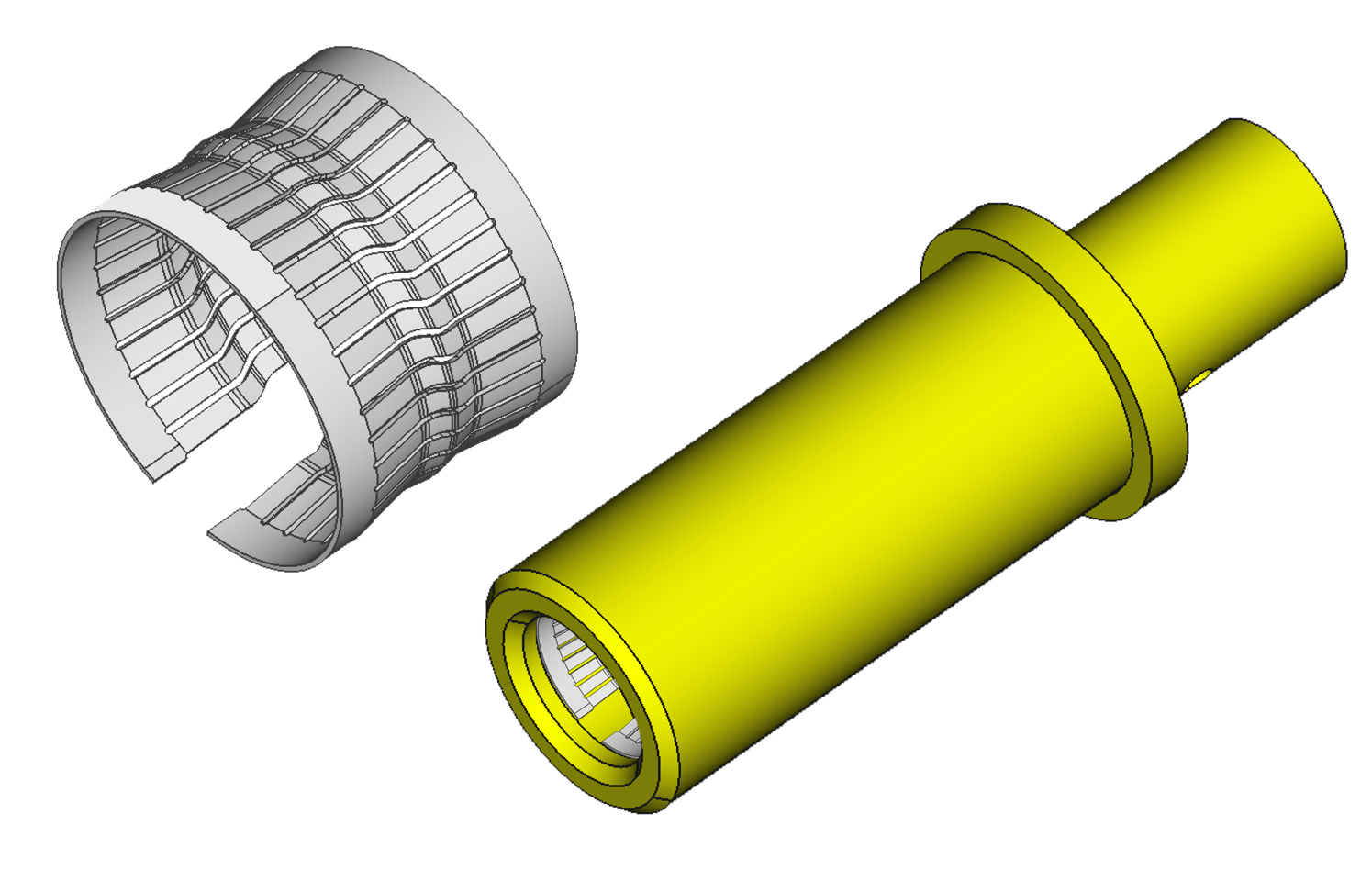
Típico conector de muelle corona y su toma hembra.

Los conectores de muelle en corona se utilizan habitualmente para flujos de corriente más elevados y aplicaciones industriales. Tienen un elevado número de puntos de contacto, lo que proporciona una conexión eléctricamente más fiable que los conectores macho y hembra tradicionales.

## Ejemplos de conectores eléctricos
- Conector BNC (Bayonet Neill-Concelman)
- Conector de RF (Radio Frecuencia)
- Conector de torsión
- Conector D-sub (D-subminiatura)
- Conector DIN y Conector mini-DIN (Deutsches Institut für Normung, Instituto Alemán de Normalización)
- Conector dock
- Conector F, utilizado para conectar Low Noise Block (LNB) y receptor en televisión por satélite, y también el módem en la TV por videocable, entre otros usos.
- Conector IDC (Insulation-Displacement Connector)
- Conector IEC (International Electrotechnical Commission, Comisión Electrotécnica Internacional)
- Conector Molex
- Conector N (“Neill, Paul”)
- Conector RCA (Radio Corporation of America) o Cinch
- Conector Banana, también conocido como "4mm" o "2mm".
- Conector RJ (Registered Jack, “clavija registrada” o “enchufe registrado”)
- Conector USB (Universal Serial Bus, Bus Universal en Serie)
- Enchufe
- Euroconector
- Jack
- Lightning (conector)
- SMA (conector) (Sub-Miniatura versión A)
- SNS A/V Multiout
- S-Video (Separated-Video)
- XLR-3 (eXternal Live Return, “Retorno Externo Activo”, de 3 clavijas).

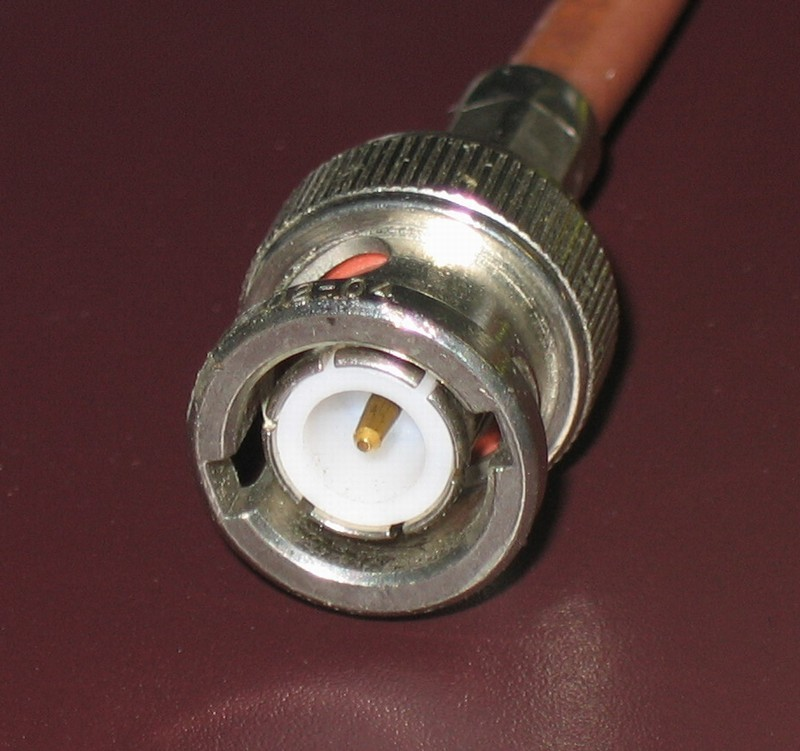
Conector BNC.
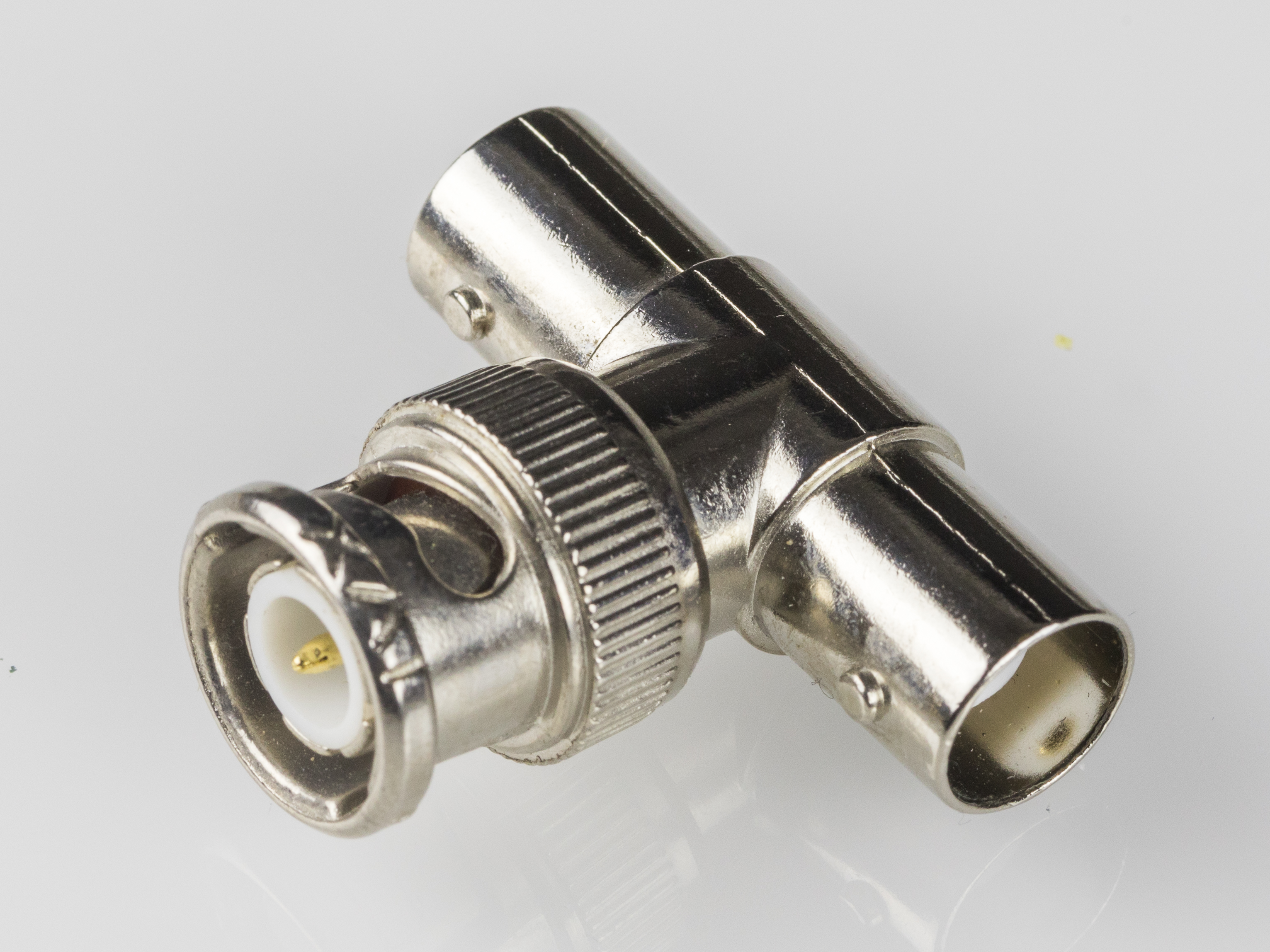
Conector BNC en T.
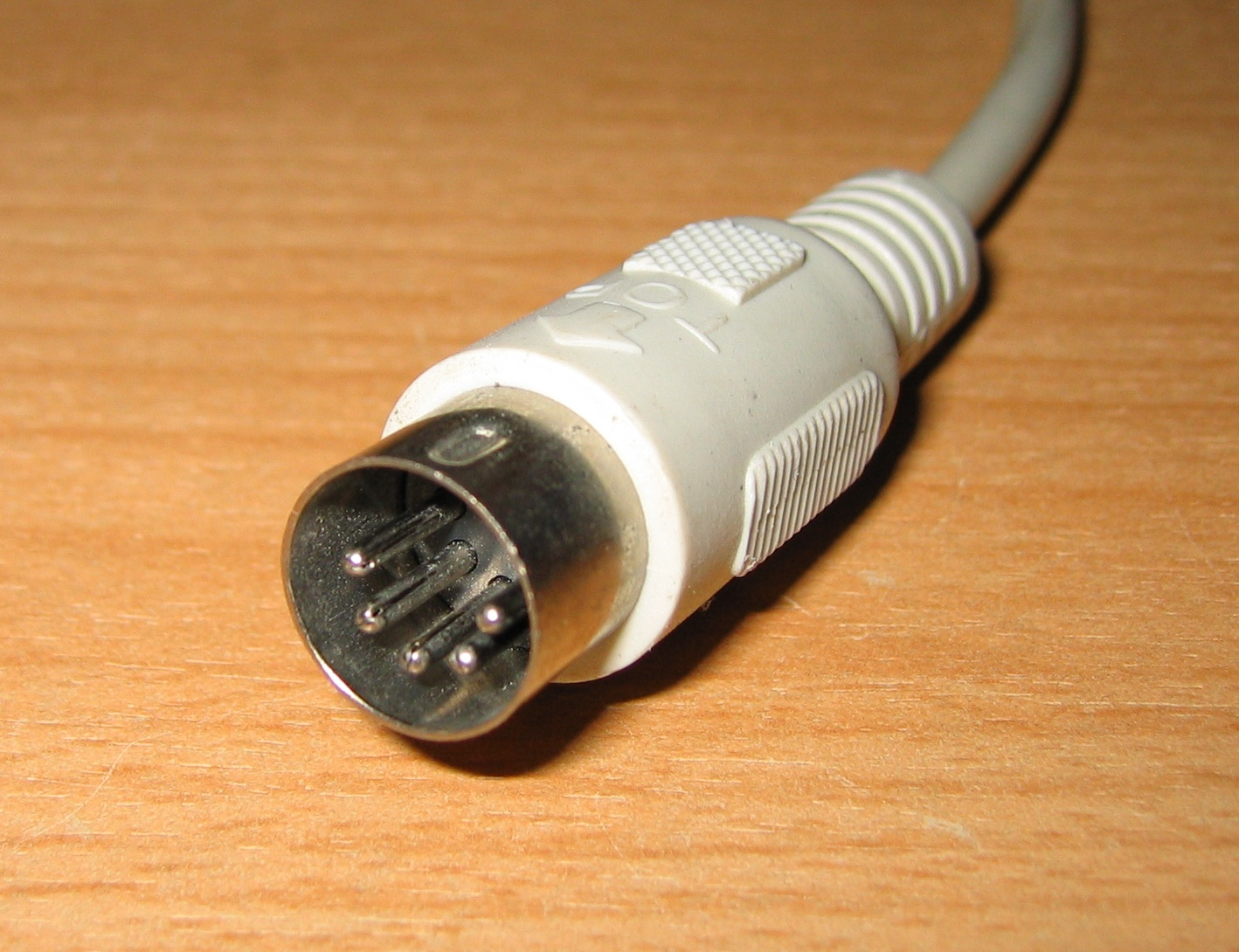
Conector DIN/PS1 de 5 pines para teclado de PC.
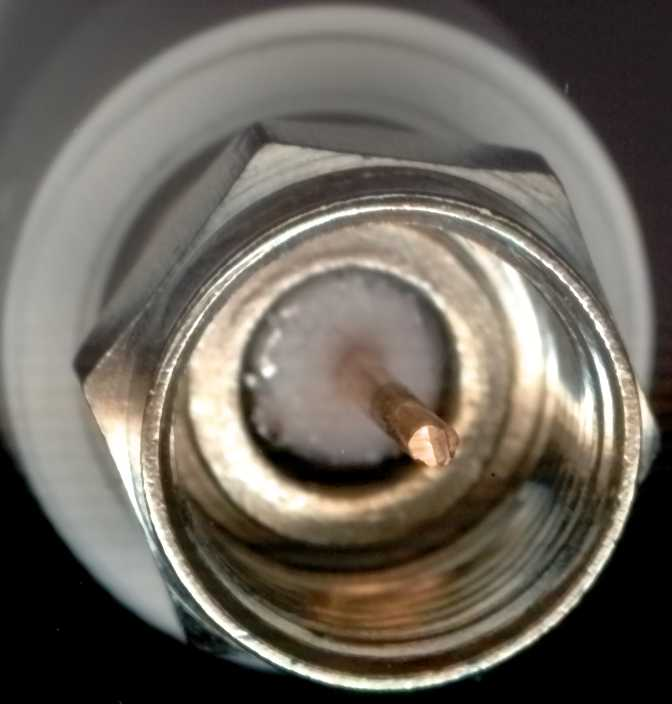
Conector F macho.
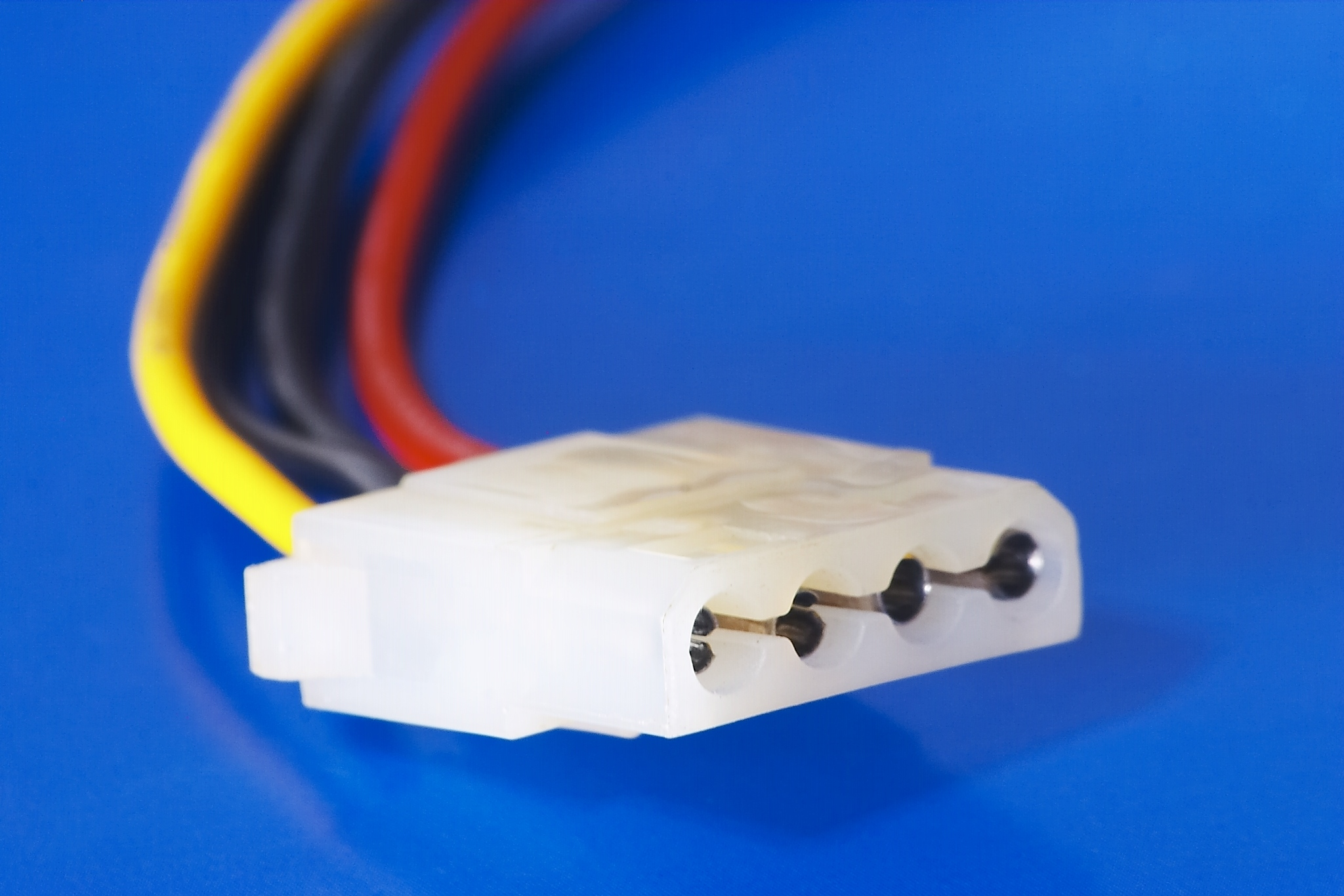
Conector Molex hembra.
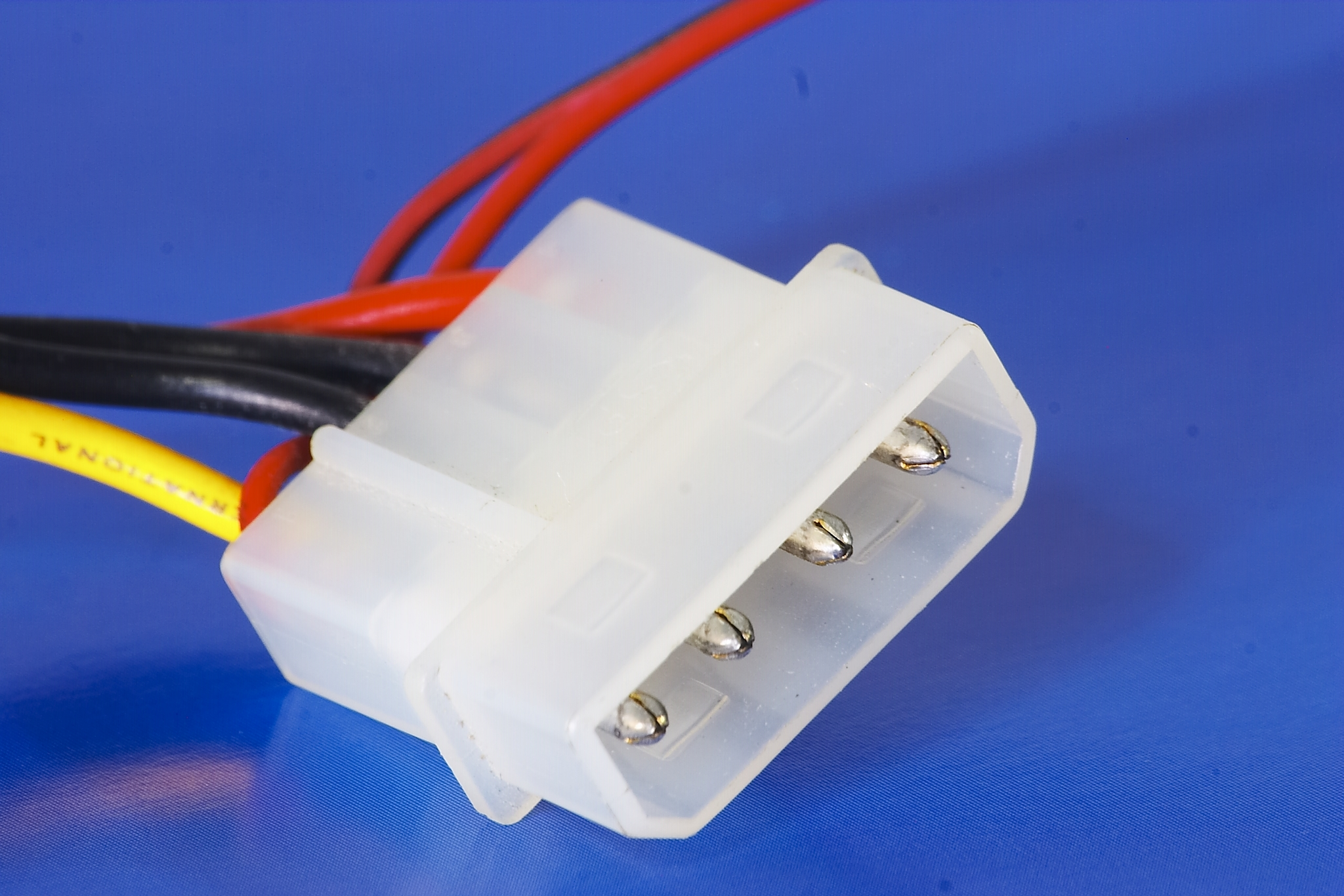
Conector Molex macho.
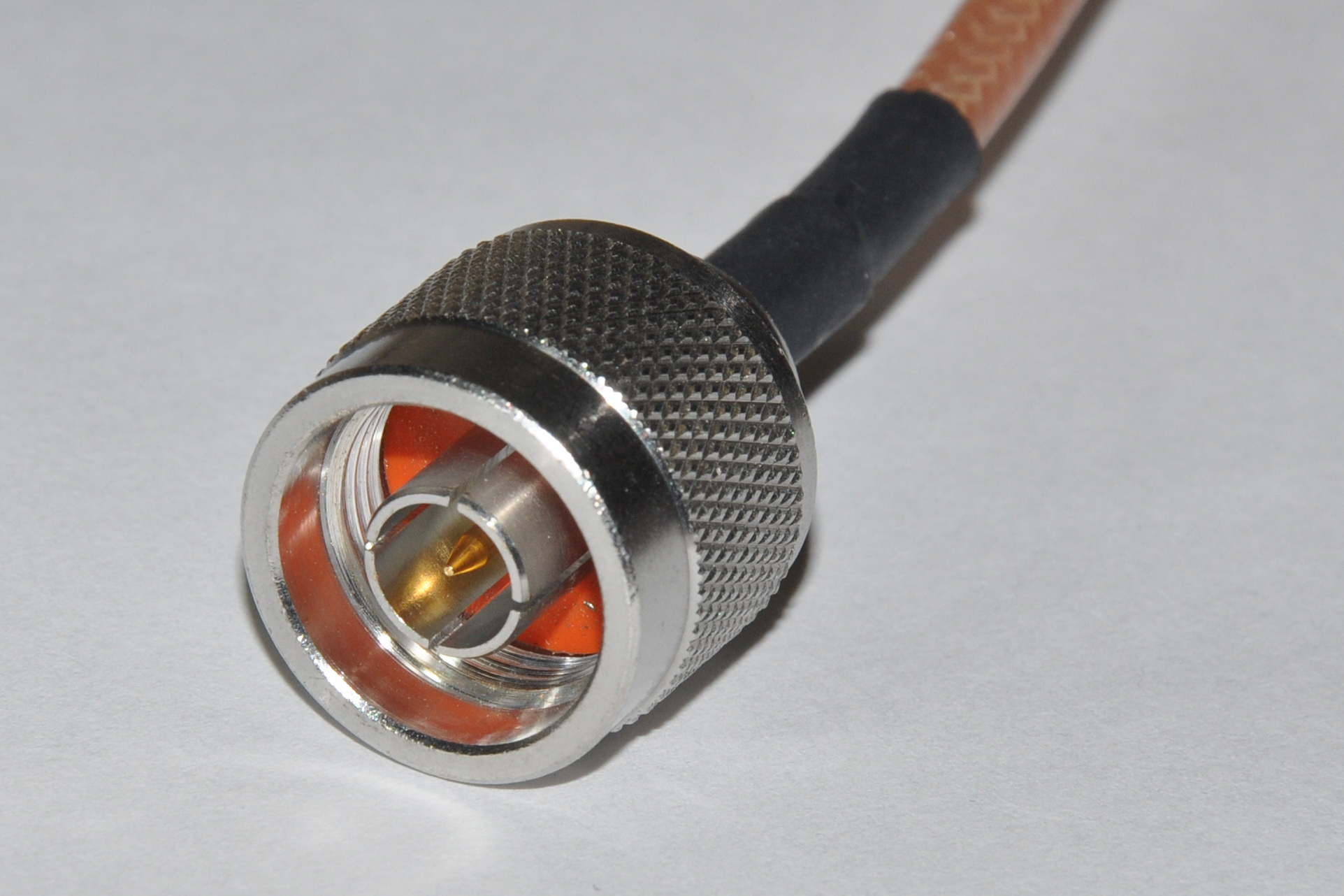
Conector N macho.
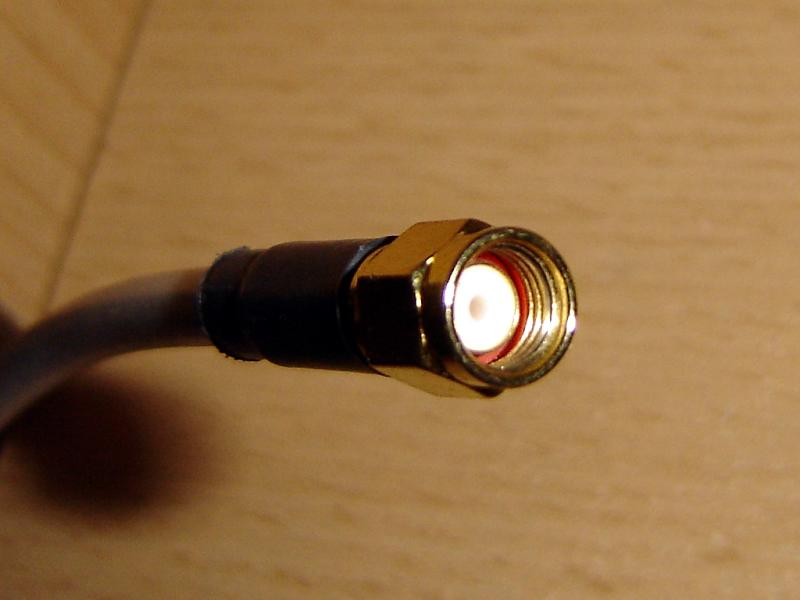
Conector RP-SMA macho.
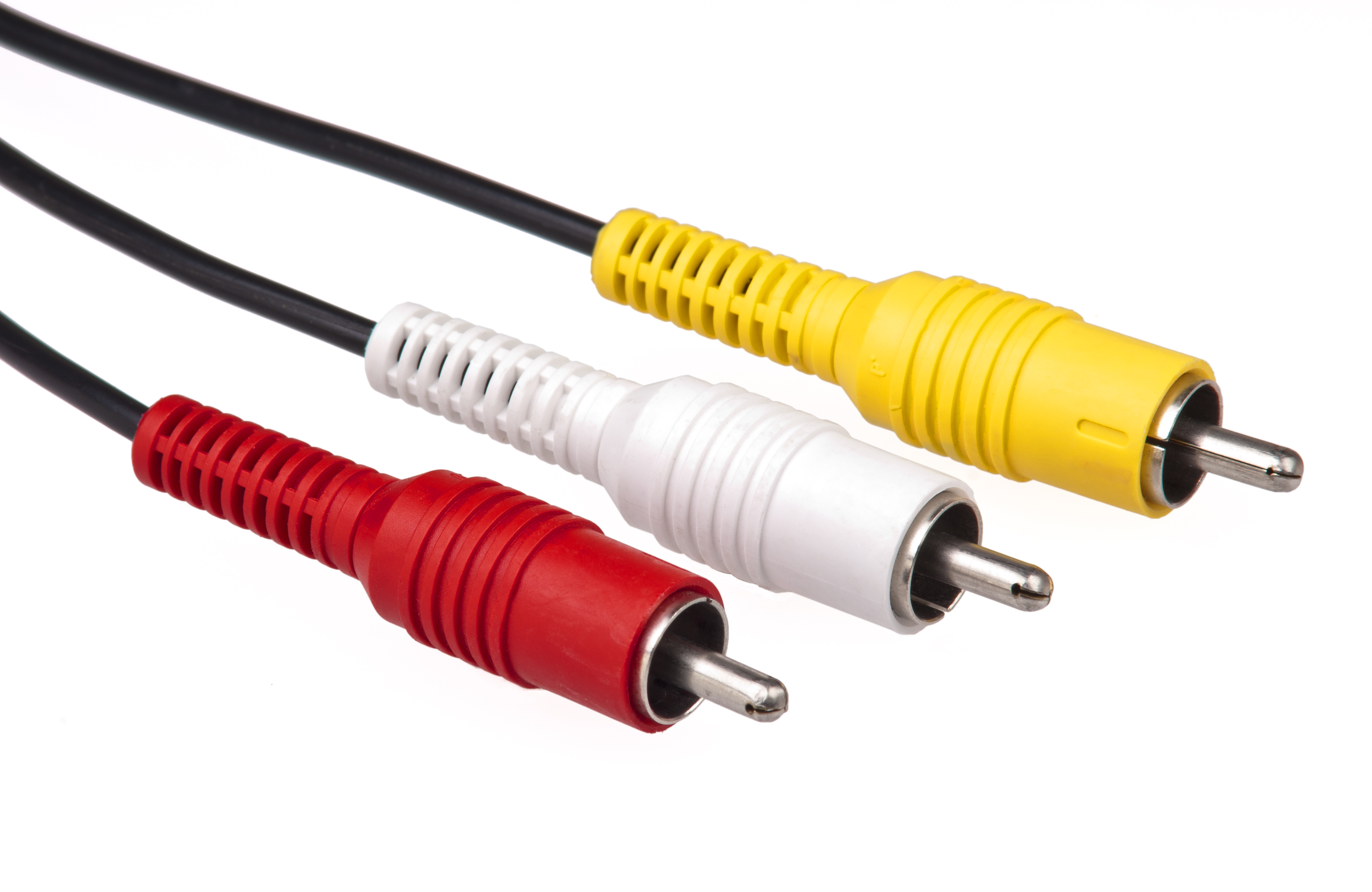
Conectores RCA, para video compuesto (amarillo) y sonido estereofónico (blanco y rojo).
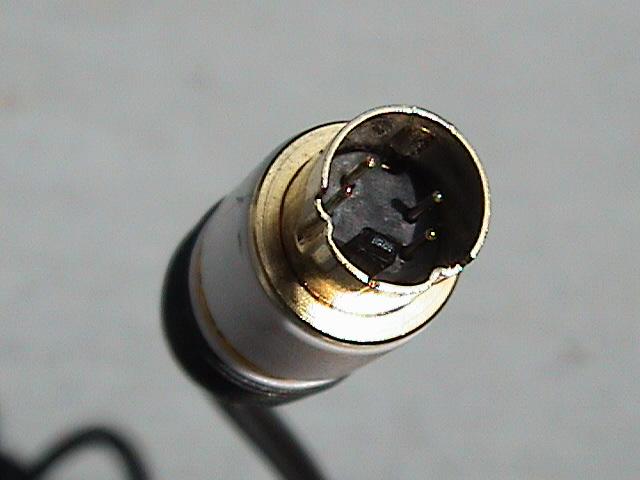
Conector S-Video.
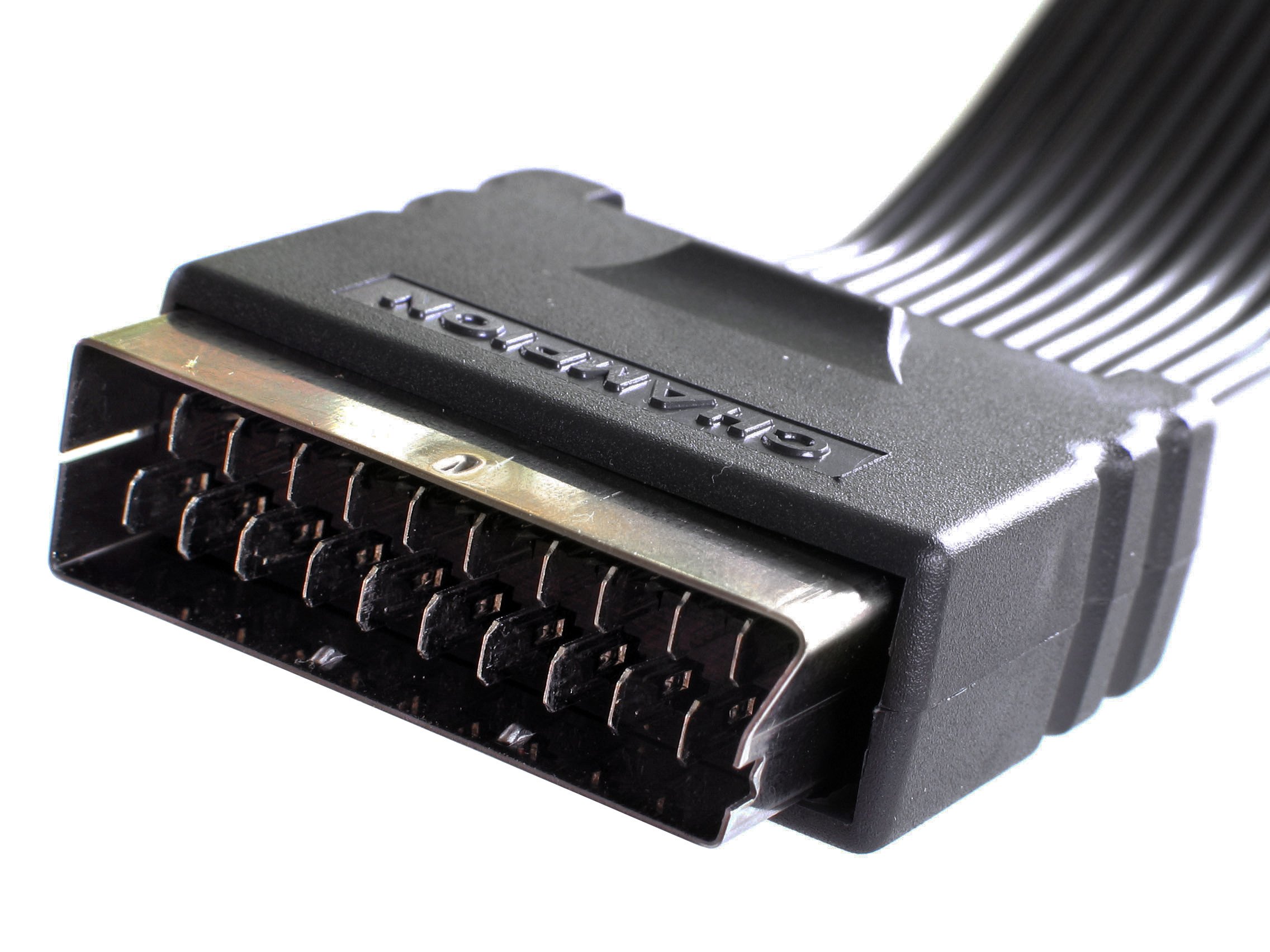
Euroconector/SCART
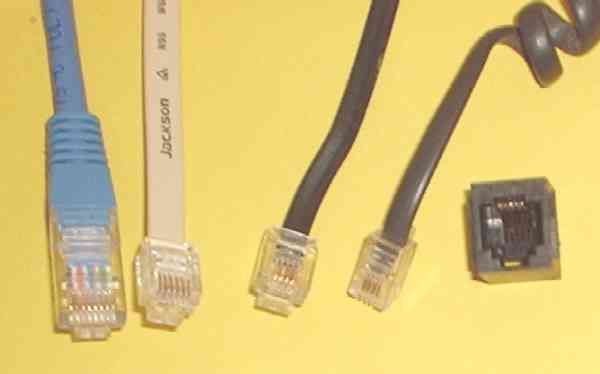
Conectores Registered Jack (RJ) (de izquierda a derecha): RJ-45; RJ-25 o RJ-12; RJ-11 o RJ-14; RJ-22 (RJ-10 o RJ-9).
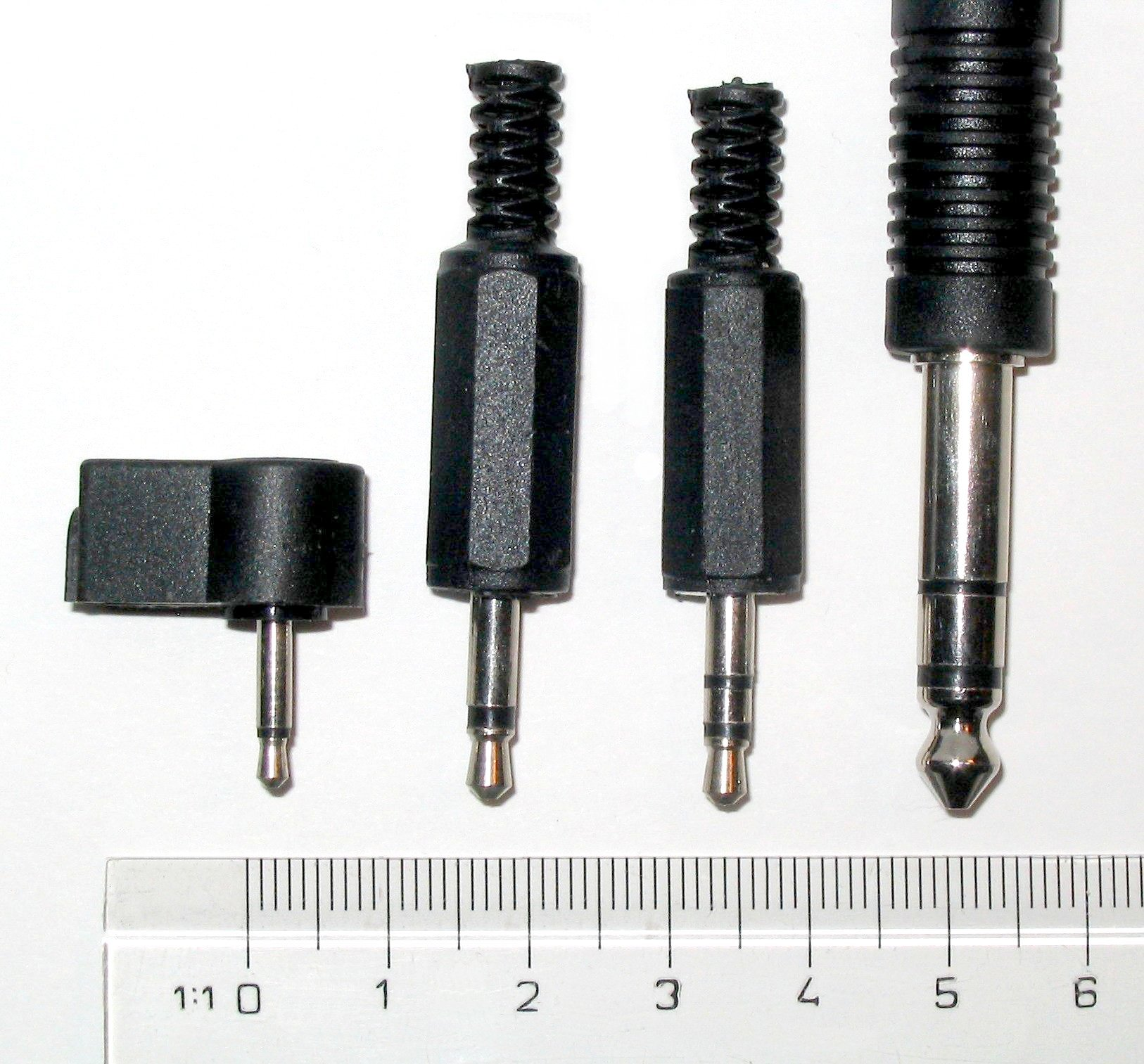
Conectores Jack, de izquierda a derecha: mono de 2,5 mm; mono y estéreo de 3,5 mm; estéreo de 6,3 mm.
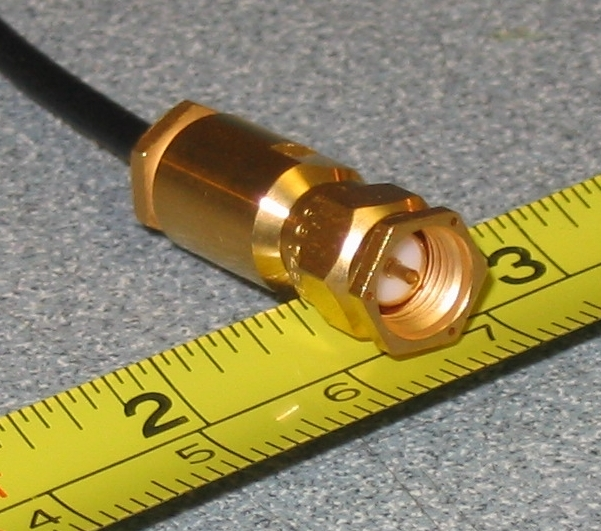
Conector SMA.
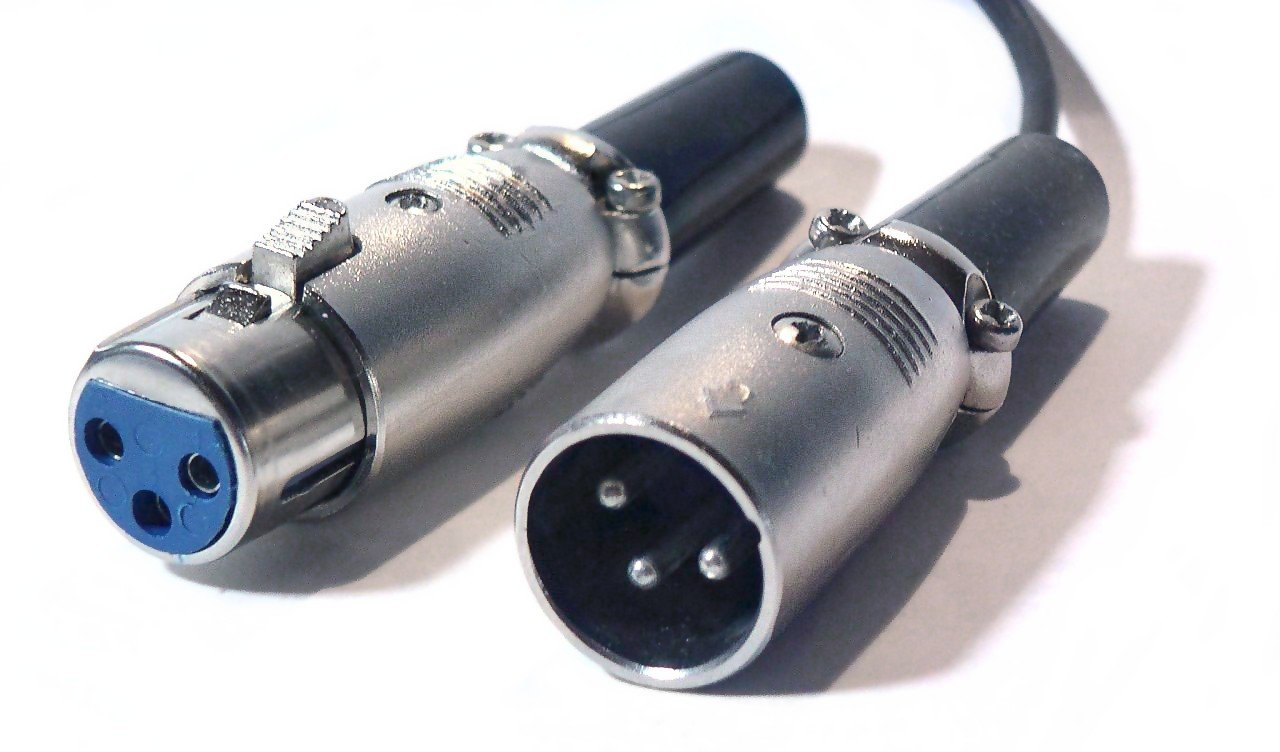
Conectores XLR-3 aéreos, de tipo hembra (izquierda) y de tipo macho (derecha).
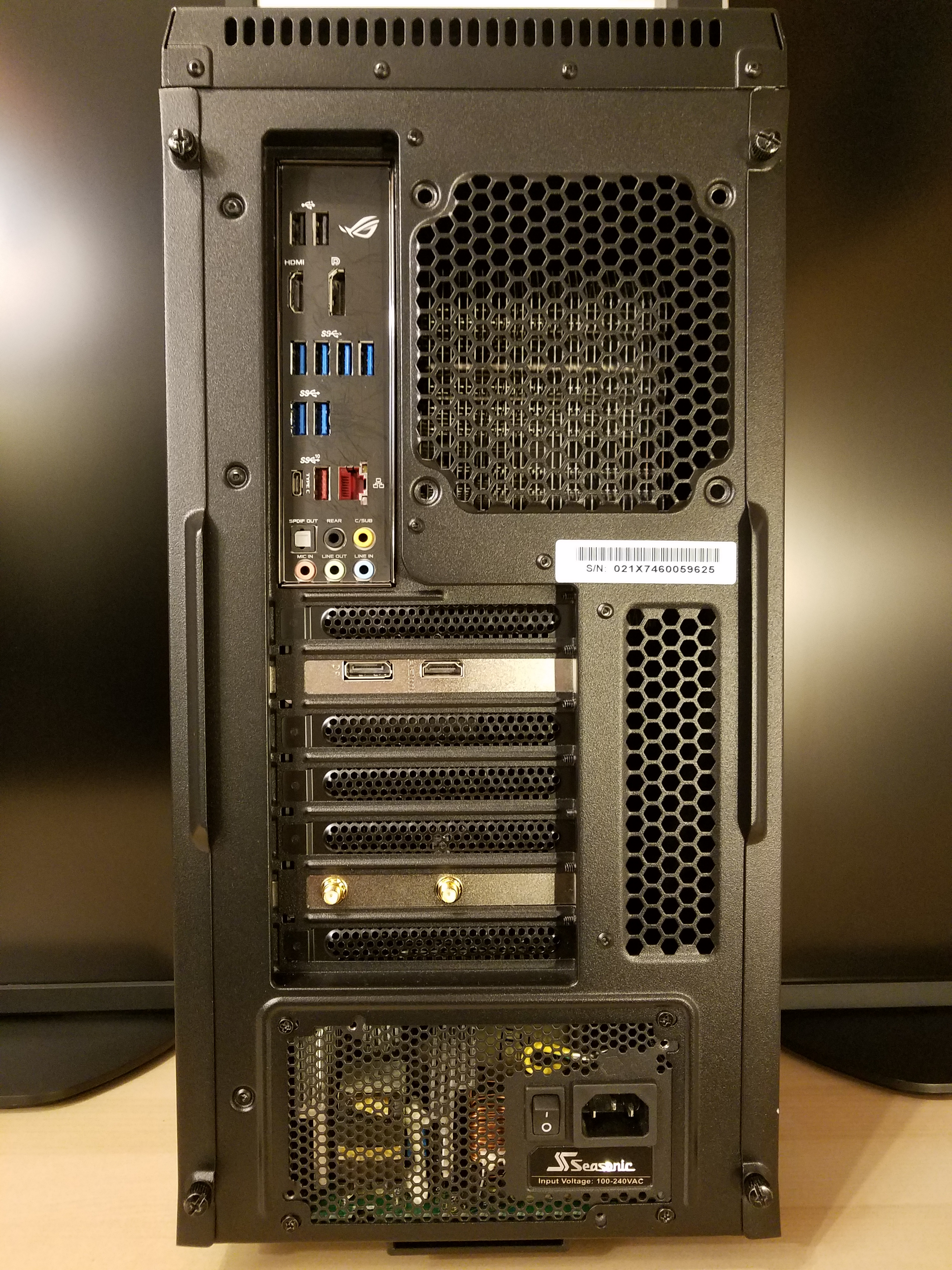
Conectores en la parte posterior de una computadora 2018.
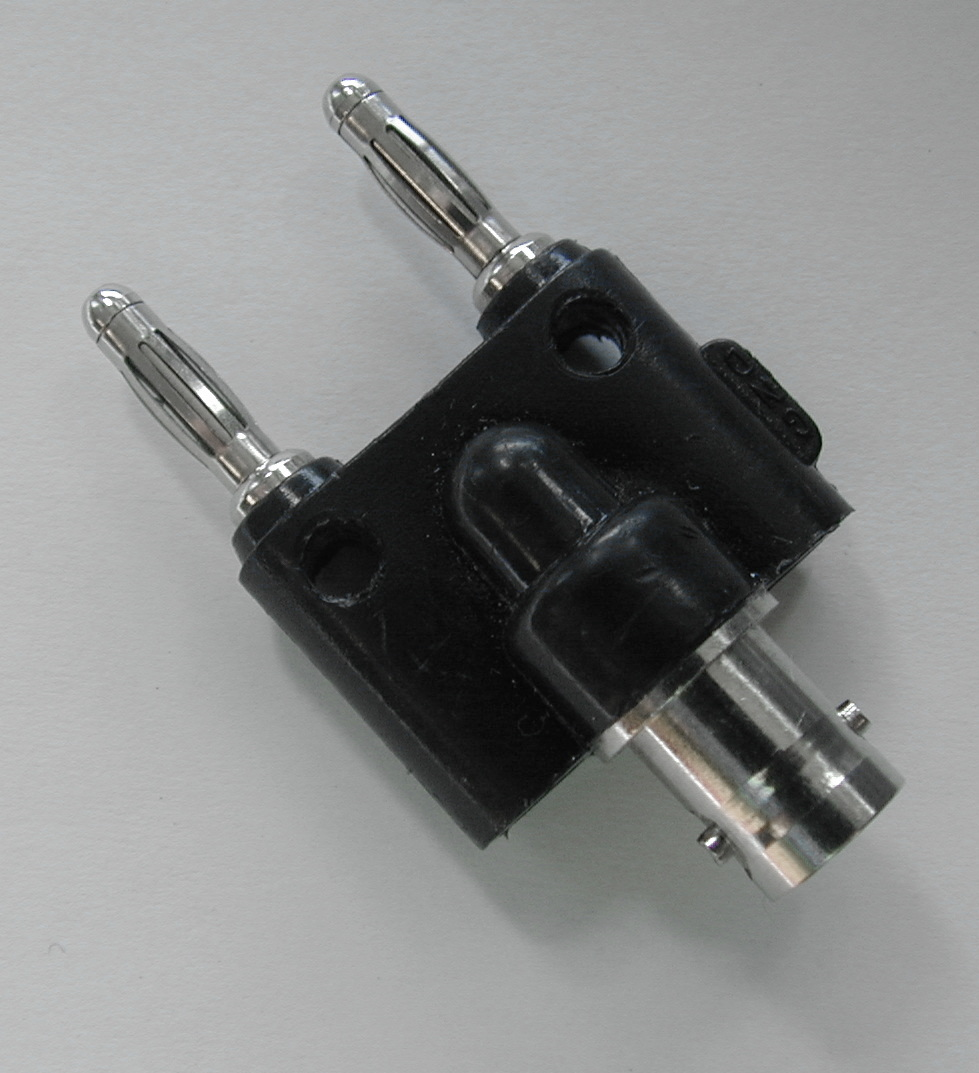
Adaptador Banana a BNC